# 181
181 је била проста година.

## Догађаји
- Император Луције Аурелије Комод и Луције Антистије Бур постају римски конзули.
- Антонинов зид су освојили Пикти у Британији.
- Еруптирао је вулкан повезан са језером Таупо на Новом Зеланду, један од највећих на Земљи у последњих 5.000 година. Последице ове ерупције се виде чак и у Риму и Кини.